# جاكلين لوفيل
جاكلين لوفيل (بالإنجليزية: Jacqueline Lovell)‏ هي ممثلة وعارضة أزياء أمريكية ولدت في يوم 9 ديسمبر 1974 في جنوب كاليفورنيا في الولايات المتحدة وقد مثلت في عدة أفلام.

## روابط خارجية
- جاكلين لوفيل على موقع IMDb (الإنجليزية)
- جاكلين لوفيل على موقع روتن توميتوز (الإنجليزية)
- جاكلين لوفيل على موقع ألو سيني (الفرنسية)
- جاكلين لوفيل على موقع أول موفي (الإنجليزية)
- جاكلين لوفيل على موقع قاعدة بيانات الفيلم (الإنجليزية)
- جاكلين لوفيل على موقع كينوبويسك (الروسية)